# Cuentos de circunstancias
Cuentos de circunstancias es un libro de cuentos del escritor peruano Julio Ramón Ribeyro. Fue publicado en 1958 y constituye su segundo libro de relatos. Luego fue incluida en la obra recopilatoria del autor, La palabra del mudo.

## Características
En esta obra se incluyen cuentos de realismo urbano como «Los merengues» o «Explicaciones a un cabo de servicio», con otros de corte fantástico como «Doblaje» o «La insignia». Asimismo, relatos evocativos como «Los eucaliptos» y «Páginas de un diario». A diferencia de otros libros de cuentos, como Los gallinazos sin plumas, que tienen una unidad, Cuentos de circunstancias "parece un cajón de sastre", por los múltiples temas y estilos que toca.
Originalmente, el libro constaba de once cuentos. En una edición posterior, la de 1994, se agregó el duodécimo de ellos: «El libro en blanco».

## Sobre el título de la obra
Respecto al título, el autor, durante una conferencia organizada por el Banco Continental en 1984, señaló lo siguiente:

"…el título ya indica cuál es su contenido porque eran cuentos que habían sido escritos en diferentes épocas de mi vida, en diferentes circunstancias, que no tenían entre sí mayor unidad (...) Una estudiosa de la Universidad Católica que hizo una tesis sobre mí, dijo que el título de este libro no correspondía a lo que yo había querido decir (...) sino que el título mismo de Cuentos de circunstancias escondía una intención pues, según ella, en cada cuento había una circunstancia que determinaba la vida del personaje principal".

## Cuentos
La obra está compuesta por doce cuentos:
- «La insignia» (Lima, 1952)
- «El banquete» (Lima, 1958)
- «Doblaje» (París, 1955)
- «El libro en blanco» (París, 1993)
- «La molicie» (Madrid, 1953)
- «La botella de chicha» (París, 1955)
- «Explicaciones a un cabo de servicio» (Amberes, 1957)
- «Página de un diario» (Lima, 1952)
- «Los eucaliptos» (Múnich, 1956)
- «Scorpio» (Madrid, 1953)
- «Los merengues» (Lima, 1952)
- «El tonel de aceite» (Madrid, 1953)

## Reseña de los cuentos
1. «La insignia».- Es un cuento entre realista y simbólico, rayando en lo absurdo, narrado en primera persona. Trata sobre un individuo que encuentra en la calle una insignia plateada y que luego de colocársela en el pecho le empiezan a suceder una serie de situaciones incomprensibles. Llega a afiliarse a una logia, donde, tras cumplir insólitos trabajos, va ascendiendo de rango. Con el paso de los años llega a ser presidente de dicha sociedad.[3]
2. «El banquete».- Es un cuento realista, cuyo protagonista es Fernando Pasamano, un señorón de la alta sociedad de Lima, pero de origen provinciano, que organiza un banquete a todo dar para agasajar al mismo presidente del República, esperando a cambio favores para sus negocios personales. Pero terminada la fiesta, al día siguiente se entera de que esa misma madrugada hubo un golpe de Estado, quedando fulminado de la impresión.[5]
3. «Doblaje».- Cuento fantástico, sobre un pintor que reside en Londres y está obsesionado con  encontrar a su doble (o sosias). En tal búsqueda, viaja a Sídney, Australia, y allí conoce a una chica con la que tiene un frustrado amorío. Decepcionado, regresa a Londres y tras despertar de un largo sueño, se entera con estupor que otra persona, idéntica a él, lo ha suplantado mientras estaba ausente. O tal vez él nunca había salido del país, quedando todo en el misterio.[6]
4. «El libro en blanco». Cuento fantástico, sobre los efectos malignos que al parecer provoca un cuaderno finamente empastado y todavía sin usar, que el narrador cuenta haber recibido como regalo durante su estancia en París. El cuaderno pasa a manos de diversas personas y a todas ellas les sucede desgracias. Hasta que el protagonista decide arrojarlo a un rosedal lejano, el cual, tiempo después, se convierte en un terreno baldío.[7]
5. «La molicie». Cuento fantástico, sobre los habitantes de una ciudad entregados a la molicie o la vida placentera y sin sobresaltos. Ellos ven como todo el entorno se va descomponiendo físicamente, hasta que finalmente llega un viento helado que renueva todo.
6. «La botella de chicha».- Cuento entre realista y absurdo, narrado en primera persona, sobre una botella de chicha muy añeja y valiosa, que el protagonista saca de la despensa de su padre para vender su contenido. Para que su acto pase desapercibido, vacía la chicha en otro recipiente y llena la botella original con vinagre, sellándola nuevamente y dejándola en su sitio. Sus intentos de vender la chicha fracasan y de regreso a casa, encuentra a su familia haciendo un agasajo a su hermano recién llegado. Observa con estupor a la botella de chicha abierta en la mesa, lista para ser repartida a los asistentes. Increíblemente, estos no parecen sentir su olor y sabor a vinagre e incluso celebran su exquisitez.[8]
7. «Explicaciones a un cabo de servicio».- Cuento realista de tipo humorístico, sobre un hombre llamado Pablo Saldaña, que está siendo llevado a la comisaría por un cabo de policía, acusado de no pagar la cuenta en un restaurante. En el trayecto, Pablo trata de explicar los hechos, aduciendo que era un respetable hombre de negocios que estaba proyectando la creación de una empresa con su socio, Simón, pero que este se había retirado del restaurante, dejándolo a él solo con la deuda. Por el relato se deduce que ni Pablo ni Simón son hombres de negocios y que solo se tratarían de vividores.[9]
8. «Página de un diario». Cuento de evocación, donde el autor, inspirado en la lectura de su diario personal, narra la muerte de su padre y las ceremonias fúnebres que se realizaron en su casa. Recuerda que, a la mañana siguiente, ingresó al escritorio de su padre y entre diversas cosas, encontró una pluma y un tintero, objetos que siempre había deseado usar. Tuvo entonces la impresión de que su padre no había muerto sino que vivía ahora en él.[10]
9. «Los eucaliptos».- Cuento de evocación, sobre la niñez del escritor en el barrio de Santa Cruz en Miraflores, zona que se va transformando y modernizando a través de los años. El último cambio más drástico y desolador fue la tala de los árboles de eucaliptos que se alzaban soberbios en la alameda.[11]
10. «Scorpio».- Cuento de evocación, sobre dos hermanos que riñen continuamente, Tobías y Ramón. Tobías atrapa a un escorpión y se lo lleva a su habitación, colocando al animal en una campana de vidrio. Durante la noche, Ramón ingresa a hurtadillas al cuarto de su hermano, mientras este duerme, y suelta al bicho en su cama. Ramón (que sería el alter ego del escritor) evoca entonces una imagen literaria, Scorpio contra las arañas.
11. «El tonel de aceite».- Cuento realista, ambientado en un contexto rural, sobre un muchacho que luego de matar a hachazos a un hombre, se refugia en la casa de su tía Dorotea. Ella se niega a ayudarlo, pero justo en ese momento llegan los policías, por lo que ordena a su sobrino que se esconda dentro de un tonel lleno de aceite.
12. «Los merengues».- Cuento realista, sobre un niño que le roba dinero a su madre para comprarse una generosa porción de merengues en la panadería. Pero el dependiente del negocio, sospechando alguna pillería, se niega a venderle y lo expulsa con un coscorrón, ante las risas de los clientes.